# Британские острова (терминология)

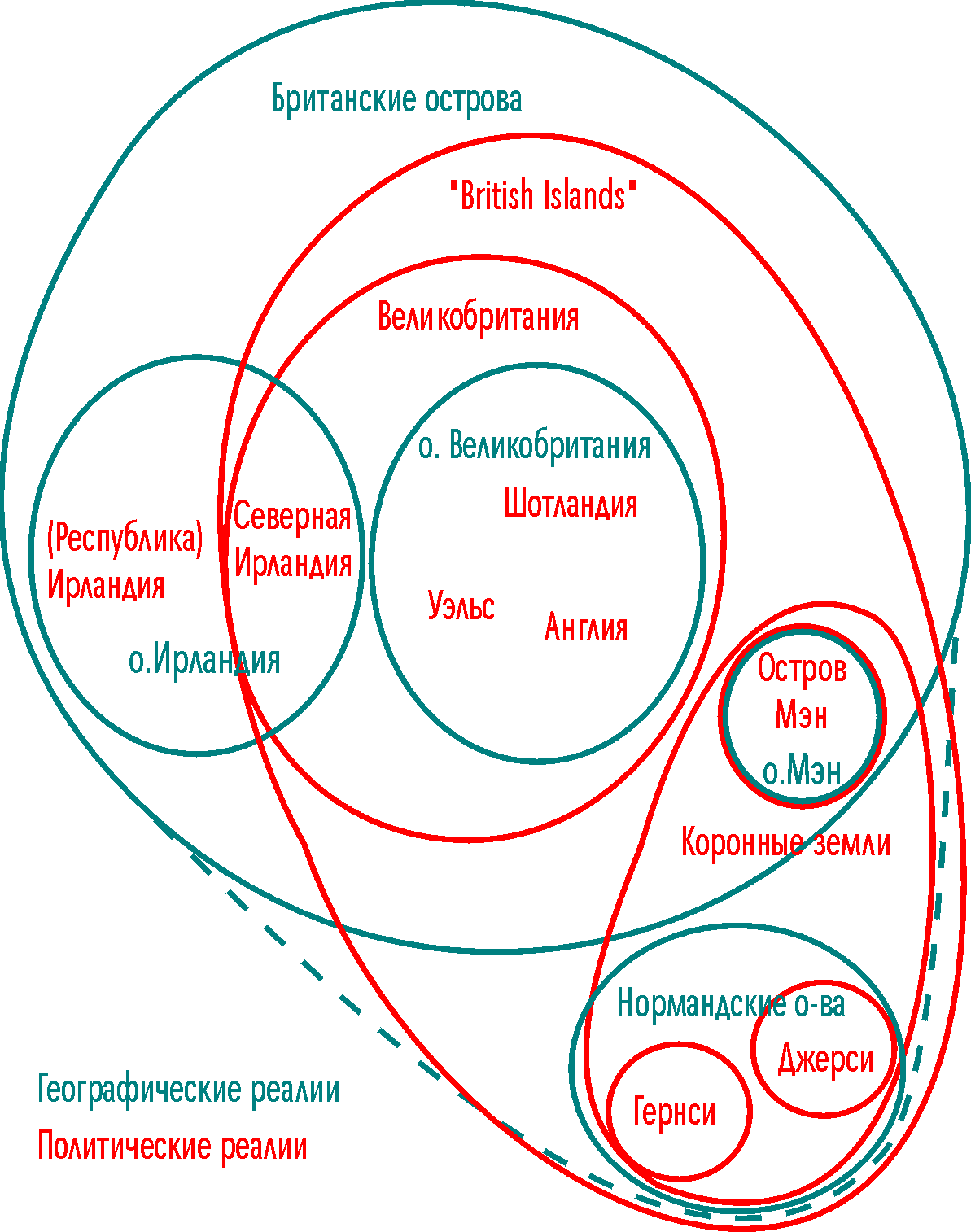
Диаграмма, иллюстрирующая терминологию, связанную с Британскими островами

Использование разных терминов для описания различных (и иногда перекрывающихся) географических, политических и исторических реалий, связанных с понятием Британские острова, часто приводит к путанице и недопониманию. Цель данной статьи — объяснить смысл и взаимоотношения данных терминов. Следует помнить, что словоупотребление в русском языке может заметно отличаться от такового в других языках, в частности в английском.

## Географические реалии
- Британские острова — архипелаг, включающий острова Великобритания и Ирландия, а также группы Гебридских, Оркнейских, Шетлендских островов и более мелкие острова Англси, Мэн и др. Иногда к Британским островам причисляют[1] также Нормандские острова, как принадлежащие Великобритании, хотя они расположены у берегов Франции.
- Великобритания (остров) — крупнейший из Британских островов[2][3][4]. В русском языке это полукалька с англоязычного термина Большая Британия (Great Britain, в котором слово Britain заимствовано, а слово Great переведено), означающего территорию, бо́льшую, чем исторически и территориально близкий полуостров Бретань, заселённый бриттами из Корнуолла примерно в 500 году и называвшийся ими «Малой Британией» в качестве отсылки на их родной остров, прозванный в связи с этим «Большой Британией» (по-французски Бретань называется Bretagne, а Великобритания — Grande Bretagne, что и отражено в английском, а затем и русском названиях.)
- Ирландия (остров) — второй по величине из Британских островов.
- Нормандские острова — группа островов в проливе Ла-Манш у берегов Франции. Не входят непосредственно в состав Великобритании и не представляют собой политического единства, будучи разделены на две коронные земли: Джерси и Гернси. Географически не относятся к Британским островам, но могут включаться в них по политическим соображениям.

Британские острова в географическом плане
Остров Великобритания
Остров Ирландия
Остров Мэн — географическое понятие и коронная земля
Нормандские острова (Джерси, Гернси, Олдерни, Сарк и Херм)
Территории под властью Короны: Великобритания, Северная Ирландия, Остров Мэн, Джерси и Гернси

## Политические реалии

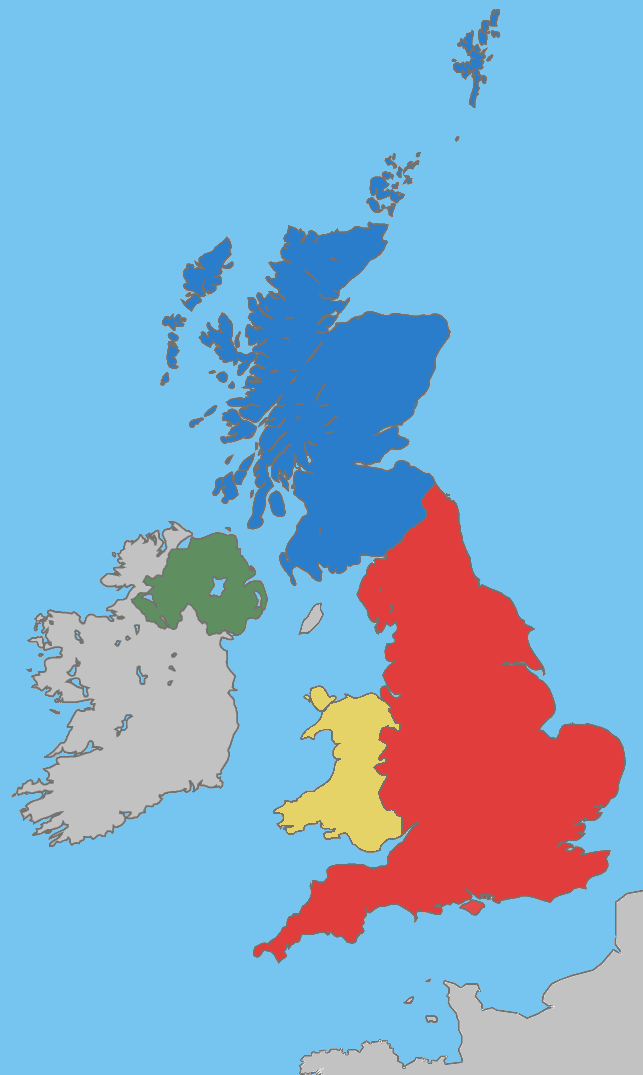
4 составные части Великобритании:
Англия
Уэльс
Шотландия
Северная Ирландия

- Великобритания — краткое название государства, занимающего остров Великобританию и север острова Ирландия[5], осуществляет опеку над Нормандскими островами и о. Мэн, которые формально не входят в состав страны.
  - Соединённое Королевство Великобритании и Северной Ирландии — полное название того же государства
  - Британия — в современном значении — неофициальный синоним понятий «Великобритания» и «Британская империя»; исторически римская провинция (лат. Britannia), примерно соответствовавшая территории Англии и Уэльса.
  - Соединённое Королевство — калька с англ. The United Kingdom — сокращение термина The United Kingdom of Great Britain and Northern Ireland (Соединённое Королевство Великобритании и Северной Ирландии), редко употребляемое по-русски и соответствующее в русском языке термину «Великобритания».
  - Англия, Уэльс, Шотландия и Северная Ирландия — составные административно-политические части[англ.] Великобритании.
    - Англия — историческое ядро Великобритании, в разговорной речи может использоваться как синоним последней. В СССР и дореволюционной России употреблялся гораздо чаще, чем термин «Великобритания», в том числе и в научной литературе.

  - Коронные земли — название трёх владений Великобритании, которые не входят непосредственно в её состав, но не являются при этом заморскими территориями. В их число входят: бейливики Джерси и Гернси (Нормандские острова) и Остров Мэн в Ирландском море.
  - Кроме того, в русском языке нет общепринятых терминов для следующих понятий:
    - Англия, Уэльс и Шотландия как единое целое — Великобритания[6][7] (букв. Великобритания, но по-русски этот термин в политическом смысле включает и Северную Ирландию[5]).
    - Великобритания + коронные земли на Британских островах (Мэн, Джерси и Гернси) — en:British Islands (≠ British Isles в географическом смысле). В русском языке термин «Британские острова» не используется в политическом смысле. При нестрогом употреблении в этом значении обычно используется термин «Великобритания».
- Республика Ирландия — другое суверенное государство на Британских островах, занимает бо́льшую часть острова Ирландия.
  - Северная Ирландия (второе, ошибочное название — Ольстер) — одна из четырёх административно-политических частей Великобритании (см. выше).
- Бретань — название полуострова во Франции, некогда заселённого бриттами с юга Британии, давшими ему своё имя.

Великобритания (Соединённое Королевство Великобритании и Северной Ирландии)
Англия
Уэльс
Шотландия
Северная Ирландия
Республика Ирландия

## Прилагательные и другие производные слова
- Британский — прилагательное к словам «Великобритания» и «Британия»

## Названия жителей
- Британцы (британец, британка) — граждане Великобритании. Включают следующие основные этно-лингвистические группы:
  - Англичане — жители Англии и/или говорящие на английском языке.
  - Валлийцы — жители Уэльса и/или говорящие на валлийском языке.
  - Шотландцы — жители Шотландии и/или говорящие либо на гэльском (горно-шотландском), либо на англо-шотландском языке.
  - Ирландцы — жители Ирландии, в том числе Северной Ирландии, лишь меньшая часть которых говорит на ирландском языке, остальные — только по-английски.
- Бритты (бритт, бриттка) — группа кельтских племён, до V в. н. э. составлявшая основное население Британии кроме самых северных районов, заселённых пиктами. Говорили на (обще)бриттском языке, из которого потом развились другие бриттские языки: кумбрийский, валлийский, корнский и бретонский.
- Бретонцы — народ в Бретани.

## Исторические аспекты
Греки называли Британские острова Pretaniké.
Римляне называли Великобританию Britannias или Alba, а Ирландию и прочие острова — Britanniae. После высадки в 41 году они назвали Британией территорию, близкую к современным Англии и Уэльсу, Каледонией — Шотландию, а Гибернией — Ирландию.
Сначала на Британских островах были королевства кельтов, саксов и викингов (Регед, Стратклайд и Уэссекс).
- V век н. э. — возникновение Королевства Гвинед, наиболее могущественного из множества уэльских государств.
- 843 год — возникновение Королевства Шотландия.
- 927 год — возникновение Королевства Англия.
- 1111 год — первое британское завоевание Ирландии и возникновение Лордства Ирландия, подчинённого Королевству Англия.
- 1283 год — английское завоевание Уэльса и его объединение в Уэльское княжество.
- 1536 год — первое слияние: Уэльское княжество юридически упраздняется и присоединяется к Королевству Англия.
- 1541 год — преобразование Лордства Ирландия в Королевство Ирландия, входящее в личную унию с Королевством Англия.
- 1603 год — личная уния Королевства Англия и Королевства Шотландия.
- 1649 год — преобразование Королевства Англия в Английское содружество.
- 1653 год — упразднение Королевства Шотландия и Королевства Ирландия, их объединение с Английским содружеством в Содружество Англии, Шотландии и Ирландии
- 1659 год — ликвидация Содружества Англии, Шотландии и Ирландии, восстановление соответствующих королевств, связанных личной унией.
- 1707 год — второе слияние: Королевство Англия и Королевство Шотландия объединяются в Королевство Великобритания.
- 1798 год — кратковременное существование Республики Коннахт на части ирландской территории.
- 1801 год — третье слияние: Королевство Великобритания и Королевство Ирландия объединяются в Соединённое Королевство Великобритании и Ирландии.
- 1919 год — возникновение самопровозглашённого государства Ирландская Республика.
- 1920 год — разделение Ирландии как составной части Соединённого Королевства на две части:
  1. Северная Ирландия
  2. Южная Ирландия
- 1922 год — Южная Ирландия получает независимость как Свободное государство Ирландия, номинально возглавляемое британским монархом. В связи с этим Соединённое Королевство Великобритании и Ирландии переименовывается в Соединённое Королевство Великобритании и Северной Ирландии;
- 1949 год — преобразование Свободного государства Ирландия в Республику Ирландия.

## Нумерация монархов
В 1603 году шотландский король Яков VI унаследовал трон Англии как Яков I Английский (и назвал себя Яков I Великобританский, несмотря на то, что не было Королевства Великобритании до 1707 года), но страны сохранили независимые парламенты и суверенитеты. Шотландские историки часто называют этого монарха Яков VI и I, английские же историки предпочитают — Яков I и VI.
Многие шотландцы (и не только националисты) были расстроены в 1953 году, когда на коронации королевы Елизаветы II она получила второй порядковый номер, хотя ни прежнее Королевство Великобритания (1707—1801), ни настоящее Соединённое Королевство (с 1801), не имело Елизаветы I. Однако, Елизавета I уже была в королевстве Англия (927—1707).